# Солдатов, Анатолий Васильевич
Анато́лий Васи́льевич Солда́тов (11 июля 1931, совхоз Красный Маяк, Московская область (ныне — район Чертаново Центральное Москвы) — 23 декабря 1973, Москва) — советский футболист, защитник. Мастер спорта СССР.

## Биография
Начал играть в 1945 году в Москве в юношеской клубной команде «Спартака». Всю карьеру провел в структуре клуба. Восемь лет (1958—1965) играл в команде мастеров на позиции правого защитника. С 1966 по 1973 год играл за клубную команду. Участник отборочных матчей Олимпийских игр (1960), сыграл 3 матча.
Тренер школы «Спартака» (1966—1969), старший тренер клубных команд (1970—1973). Под его руководством «Спартак» стал победителем Всесоюзных юношеских соревнований (1967). 
Трагически погиб 23 декабря 1973 года в Москве. Похоронен на 129-м участке Востряковского кладбища в Москве.

## Достижения
- Чемпион СССР (2 раза): 1958, 1962
- Серебряный призёр чемпионата СССР: 1963
- Бронзовый призёр чемпионата СССР: 1961
- Обладатель Кубка СССР (2 раза): 1958, 1963
- Победитель Всемирных Спортивных Игр Молодёжи и Студентов: 1962
- В списке «33 лучших футболистов СССР» — № 2 (1959)